# Новотроицкое (Пятихатский район)
Новотроицкое (укр. Новотроїцьке) — село,
Троицкий сельский совет,
Пятихатский район,
Днепропетровская область,
Украина.
Код КОАТУУ — 1224587507. Население по переписи 2001 года составляло 18 человек .

## Географическое положение
Село Новотроицкое находится в балке Водяная на расстоянии в 1,5 км от села Червоная Дериевка.
По селу протекает пересыхающий ручей.